# SPEC～警視廳公安部公安第五課 未詳事件特別對策係事件簿～
《SPEC～警視廳公安部公安第五課 未詳事件特別對策係事件簿～》，簡稱《SPEC》（日语：／ supekku */?），是日本TBS電視台及其聯播網自2010年10月8日至12月17日，每星期五22:00～22:54（日本時間）在「週五連續劇」時段播出的電視連續劇，由戶田惠梨香、加瀨亮主演。初回加長15分。
該劇播出後，又陆续製作數部系列作品，統稱為「SPEC系列」，包括2部電視劇特别篇（均為單集）、3部剧场版、以及4部漫畫版。整個系列的真人影视作品按照播出顺序排列如下：
- 電視劇本篇在TBS電視台播出，全劇共10集；最後一集又称为“起”。
- 特别篇「SPEC ～翔～」于2012年4月1日在TBS电视台播出[4][5][6]；全片又称为“承”。
- 电影「SPEC ～天～」于2012年4月7日在全日本上映[7][8]；全片又称为“转”。
- 特别篇「SPEC ～零～」于2013年10月23日在TBS电视台播出[9][10]；本劇係改編自2012年4月4日发行的漫画，為电视剧前传。
- 电影「SPEC ～結～ 漸之篇」於2013年11月1日在全日本上映，為全系列完結篇之上集。
- 电影「SPEC ～結～ 爻之篇」於2013年11月29日在全日本上映，為全系列完結篇之下集。

以电视剧最后一集时间线为起点将后续作品的关键字排列，可组成「起承轉結」四字，即为汉语所稱的「起承转合」。

## 劇情概要
本劇為1999年播出的TBS電視劇《繼續》之續篇，除少數人物外，正篇與前劇並無直接關連，而《繼續》的主角柴田純於特別篇《SPEC～零～》的漫畫版中登場，真人版則由捜査一課貳系系長近藤昭男代替柴田的角色。
本劇大致講述由捜査一課貳系（源自前劇《繼續》）前系長野野村光太郎統領的警視廳冷門部門「未詳」所偵查案件的過程。「未詳」雖說是一個部門，但實際上除系長野野村之外，只有兩名成員，全劇圍繞他們對一些超自然事件的追查過程，及尋找當中涉案的SPEC（指超能力）持有者而展開。在查案過程中，逐漸揭開背後一個重大秘密，而與此關係密切且背景神秘的「公安零課」亦因此而計劃消滅未詳。
本劇由於登場人物形象鮮明，且劇情充滿與許多戲仿與惡搞的元素，因而成為受日劇愛好者邪典追捧的一部作品。

### SPEC
一般人對於大腦的使用只及10%，而大部份的功能仍處於沉睡中。世界上有極少部份人憑藉自身意志而喚醒了部份沉睡了的功能，這些超自然的能力被稱為SPEC，而擁有這些能力的人便是SPEC持有者（／）。由於只有極少數人持有SPEC，故此各國領袖均視此為最高機密，並視SPEC持有者為極度危險人物，希望杜絕SPEC持有者在社會上出現；但另一方面，SPEC持有者們被認為有改寫世界樣貌的能力，因而各國政府、財閥、跨國企業、秘密結社等各方勢力將SPEC持有者當作重要資源，並暗地裡進行爭奪。
SPEC本身其實是人類已經擁有的能力，由於不懂運用而處於沉睡狀態，其出現是由於持有者的強烈願望而被喚醒，尤其是悲憤的情緒爆發時。但諷刺的是SPEC的能力通常與持有者的願望相關但相違背，例如海野醫生希望能夠治療各種病症，卻得來令人患上各種疾病的SPEC；一十一希望使時間倒回阻止父母所遇空難，卻只換來使時間變極快的SPEC；當麻渴望能復活死去的父母，卻得到只能召喚SPEC持有者亡靈的SPEC；冷泉雖然能預知命運，卻改變不了自己的命運。
此外，不同的SPEC在使用時似乎要配合特別動作，例如當麻要高舉左手後觸地（或加上眼變黑）、一十一要打起嚮指、冷泉要吃酸東西及唸咒、海野要用額頭貼向對方的額頭、古戶要捉著自己耳珠、南非長號團要吹號、神戶要擺出翹手與翹腳的姿勢、地居要用拳頭夾著對方腦袋等等；而當久遠吸取了別人的SPEC後，也要模仿原有者的動作才能使用。唯一例外的是覺，雖然當久遠和當麻要使用她的SPEC時，都要模仿她唸咒，但她自己卻唸不唸咒都可以知道別人的想法，並且在前傳「覺之戀」中提到了，這套諗咒動作是覺為了加強氣勢而自創，在創作前其實已經能看穿別人的心。

### 警視廳公安部公安第五課 未詳事件特別對策係
簡稱「未詳」，隸屬警視廳公安部。名稱中的「係」近似於中文所說的「組」或「科」。相較於公安部其他單位的龐大組織，未詳的成員最初只有囑託係長野野村及搜查官當麻兩人，及後加入了被貶謫的瀨文，特別篇後再增加及吉川和市柳共5人。其辦公室位於警視廳本部地下第21.5層，需要手動升降機接駁，面積雖大，卻如同一個貨倉，多數位置都收不到手提電話訊號，是警視廳中一個被人取笑、不受重視而又無人管束、有如「流放邊疆」的一個部門。
未詳專門處理一些無法分類、難以立案處理、希奇古怪的案件，例如涉及超能力、鬼魂、靈異現象等等超越現代科學範疇所能夠處理的神秘事件，有點近似FBI的X-file。

### 特殊能力者對策特務班 警視廳公安部公安零課
簡稱「公安零課」，別稱「侵略者」（aggressor），被認為是戰前負責特工養成的陸軍中野學校的延續。號稱「公安中的公安」，是一個形同秘密警察的神秘部門，權力極大，可以隨時帶走或關押任何人，也會策動暗殺等行動。辦公室設在國會議事堂內，人數眾多以至在監視目標人物時，全街上所有行人都是其探員假扮。對於可以掌握的SPEC持有者予以關押監視，無法控管的SPEC持有者或相關組織則可能予以消滅以避免對治安造成威脅。辦公室內擺放多個不倒翁，象徵被其「處分」掉的人或組織。
公安零課與劇中在檯面下支配日本的組織「御前會議」關係密切，身為指揮官的津田助廣，更擁有出席御前會議的權力。相較於檯面上存在的未詳，檯面下運作的公安零課似乎才是掌權者真正用來處理SPEC持有者的組織，因而經常與未詳處於對立的關係，甚至打算除掉對SPEC背後黑幕瞭解日深的未詳。

## 登場人物

### 未詳成員
- 野野村光太郎（ののむら こうたろう） - 龍雷太（日语：竜雷太）

70歲，未詳係長，前捜査一課貳係係長，個性隨和，人脈廣闊，警視廳中曾受其恩惠者極多，於緊要關頭往往因此而得幫助。由於其年資而得悉某些不可對公眾曝光的幕後真相，而有關SPEC的資料，據其對當麻所暗示似乎是由柴田純（前劇《繼續》主角，中谷美紀飾演）交給他的。
- 當麻紗綾（とうま さや） - 戶田惠梨香

24歲，警部補，京都大學理學系畢業的高材生，智商達201，大學畢業後曾在FBI工作過，對超自然事件、以及SPEC背後隱藏的利害關係有深厚認識。為人不修邊幅，長年穿著同一款式套裝及携帶一個紅色行李箱（但在《SPEC～零～》以前的時間軸有著打扮花俏的形象），講話直率有如太妹一般；極端喜愛餃子到幾乎每天都吃，亦喜歡奇異的食物搭配，似乎是味覺白癡。
父親當麻天（佐野元春飾演）為宇宙科學研究所的科學家，母親當麻流夏（石田惠理飾演）則為家庭主婦。高中時父母因空難逝世，當時與父母隨行的弟弟陽太（大坪夏己飾演）也被認為罹難，親人只剩外祖母一人。在第一次與一十一（神木隆之介飾演）對決時，在已將對方制伏的情況下，不慎地被一十一施展SPEC逃脫，並因害怕當麻的SPEC而將其左手手掌切斷，事後重新接回，因此從首集開始便以三角巾與石膏包紮著。當遇上難解案件時，會將案件重點用毛筆一張張寫下再撕碎，抛散於空中幫助思考。一直被野野村認為是SPEC持有者，在電視劇本篇結局時使用似乎與一十一相同的SPEC，但因無人看見所以亦無人知道她擁有何種能力，直至特別篇《SPEC～翔～》中才曝光：其SPEC為召喚已故的SPEC持有者並暫時借用對方能力。
- 瀨文焚流（せぶみ たける） - 加瀨亮

36歲，警部補，原警視廰特種部隊SIT的精英，因於一次行動中，部下志村優作（伊藤毅飾演）被離奇槍傷，上司認為是瀨文的過失，在高層的示意下被調往未詳。光頭造型，長年穿著同一套黑西裝，習慣以素色紙袋代替隨身包包。為人執著，辦案認真，對處事荒誕的當麻極不認同。初到未詳時並不相信SPEC的存在，後在當麻的引領下，終證實了SPEC的存在，並為救離奇受傷的志村而著意尋找能醫治任何傷病的SPEC持有者。曾因超凡身手而被招攬入公安零課，後因追捕一十一受傷短暫失明而長期休養。在劇場版《SPEC～天～》中，當麻曾開玩笑說身受重傷仍大命不死的瀨文的SPEC也覺醒了，然而直至《SPEC～結～ 爻之篇》結局時，也未曾發現身付任何特殊能力，但似乎擁有超乎常人以上的生命韌性。

### 警視廳的相關人物
- 津田助廣 - 椎名桔平（特別出演）

42歲，公安零課指揮官，身份神秘，亦正亦邪，自稱有很多個津田助廣，自己只是其中一個。本尊終在《SPEC～天～》出場。
- 志村優作 - 伊藤毅（日语：伊藤毅 (俳優)）

24歲，特種部隊SIT隊員，瀨文焚流的後輩兼部下，一次行動中離奇「被自己打出的子彈」中槍重傷而陷入昏迷。
- 正汽雅 - 有村架純

20歲，野野村光太郎的外遇女友，警視廰文職警員。劇尾辭去警察職務，成為司法修習生。此角色對於全劇主軸故事似乎無足輕重，然而重頭製作的三部劇場版：SPEC ~ 天 ~ 和 SPEC ~ 結 ~ 的上、下集都是由野野村寫給雅的遺書所開展的。
- 馬場香 - 岡田浩暉（日语：岡田浩暉）

40歲，搜查一課管理官，早年曾跟隨野野村光太郎，時常暗中幫助未詳。出勤時經常與鹿濱步、豬俣宗次兩人共同行動，被當麻合稱叫「馬鹿豬」（取三人姓名的漢字首字）或「雜魚角色」（ザコキャラ；此為動漫用語，諷刺三人僅具陪襯功能）。
- 鹿濱步 - 松澤一之（日语：松澤一之）

55歲，捜査一課係長，經常隨馬場香出現。
- 豬俣宗次 - 載寧龍二

28歲，捜査一課刑警，經常隨馬場香出現。講話時經常操奇怪的廣島腔。
- 近藤昭男 - 德井優（日语：徳井優）

50歲，捜査一課貳係係長，從前劇《繼續》中延續下來的人物，與野野村同為知道幕後秘密的人。

### 其他角色
- 當麻葉子 - 大森曉美（日语：大森暁美）

1942年出生，當麻姊弟的外祖母，書道家，家中開設書法教室。
- 「中部日本餃子CBC」老爹（「中部日本餃子のCBC」の親父）／餃子機器人老爹（餃子ロボ親父） - 多田木亮佑（日语：多田木亮佑）

當麻經常光臨的餃子店「中部日本餃子CBC」的老闆，1960年生。在特別篇《SPEC～翔～》後因不明原因被賽博格化。其招牌的「CBC」由中部日本放送的商標變化而來。
- 川里三幸 - 藤田秀世（日语：藤田秀世）

東京中央警察醫院醫生，喜愛哈密瓜。

### SPEC持有者

#### 主要登場
- 一十一（ニノマエ じゅういち）／當麻陽太 - 神木隆之介

1997年出生（但被發現是當麻弟弟前為年齡不詳），個性中二，自稱是世界的王（キング），姓名垂直排列可湊成漢字的「王」字。喜愛貓咪以及動畫《K-ON!》，右耳後方有一個海星型的紅斑。被認為是最強的SPEC持有者，初時以為擁有令時間停止的能力，其實是在打出響指後，自身的時間比正常時間快數萬倍，所以看來似乎令時間停止了。一直是當麻追捕的對象，曾被當麻擒獲（《SPEC～零～》劇情），但用計將當麻左手切斷而逃脫。被人植入假記憶而誤將當麻視為仇人，後來在最終決戰中被當麻認出是她以為已罹難的弟弟陽太。死後屍體被南非長號吹奏團帶走，在剧场版《SPEC～天～》神秘復活（實際上只是一十一的複製人），帶領SPEC持有者與警方對戰。
- 地居聖 - 城田優

24歲，東大高材生，左撇子，擁有改寫他人記憶的能力。一直是一十一的拍擋，將記憶植入一十一的養母腦中守一十一的秘密。自大學時代便鍾情於當麻，藉植入記憶而假扮當麻之男友；但也將誤把當麻當作殺害父母仇人的記憶植入一十一的腦內，導致當麻與一十一之間多次無察覺的「姊弟對決」。一直依附一十一身邊，密謀取代其成為最強的SPEC持有者。似乎曾經是公安零課的津田助廣之一。
- 志村美鈴 - 福田沙紀

19歲，藝術大學重考生，志村優作的妹妹。擔任刑警的父親逝世後與哥哥受瀨文照顧，建立有如親人般的交情（特別篇《SPEC～零～》劇情）；哥哥中彈昏迷時，最初認為是被瀨文所傷而痛恨對方，後知道真相而與瀨文冰釋前嫌、並與當麻成為好友。在尋找醫治哥哥的方法時，發現自己為SPEC持有者，擁有觸摸他人或其物品獲取記憶的能力。在剧场版《SPEC～天～》中被一十一招攬，與警方對抗。
- 海野亮太 - 安田顯

35歲，東京中央警察醫院醫生，志村優作的主治醫師。本來希望擁有治病的能力，卻喚醒了令人患病的能力。被當麻等人發現其SPEC後遭公安零課帶走並殺死。
- 冷泉俊明（年齡不詳） - 田中哲司

占卜師，擁有知道別人命運的能力。運用SPEC時所唸咒語出自漫畫。曾被津田助廣軟禁，也曾被某神秘組織綁走，當麻與瀨文救回後重獲自由，但之後疑似遭公安零課殺死。

#### 單集登場
- 脇智宏 - 上川隆也

43歲，第一集出場角色五木谷春樹的秘書，擁有異於常人的體能。
- 桂小次郎 - 山內圭哉（日语：山内圭哉）

36歲，死刑犯，最初誤導警方擁有千里眼，後被證實乃擁有超乎常人的聽覺力。
- 林實 - 村杉蟬之介（日语：村杉蝉之介）

37歲，大學助教，擁有靈魂出竅附身他人的能力。
- 古戶久子 - 奧貫薰（日语：奧貫薫）

44歲，律師，擁有念動力，能使身邊事物飛動而互相破壞。
- 覺 - 真野惠里菜

19歲，占卜師，本名星慧（星慧）。擁有知道別人想法的能力，只要對方有在思考某事就可得知。平時使用SPEC時要擺出可愛姿勢唸咒。特别篇《SPEC～翔～》時已從公安零課的關押設施逃出，被追殺時證實不用念咒就可使用SPEC。角色靈感來自日本傳說妖怪「覺」。番外篇前傳網絡配信劇「慧之戀」主要講述她的故事，而與她相關的其他事情，於「SAGA 完結篇」中續有提及，此為於本劇集眾多單集登場者中，唯一特例。
- NAOTO（EXILE）

本人飾演。在劇中組成的5人組合，擁有共同醫治傷患的能力。
- 南非長號（Vuvuzela）吹奏團 - 鬼頭真也（日语：鬼頭真也）、三宅十空、砂川禎一

3人組合，一同吹奏南非長號時，能使人瞬間移動。
- 東野幸治郎 - 東野幸治

公安零課搜查官，擁有透過口中吐氣，令對方動作短暫停頓的能力。

### 各集登場人物

#### 「甲之回」（第1話）
- 五木谷春樹 - 金子賢（日语：金子賢）
- 管直入 - 兒玉賴信（日语：児玉頼信）（劇中頭銜為「正義黨幹事長」，影射時任日本首相菅直人）

#### 「乙之回」（第2話）
- 大島優一 - 佐野史郎
- 鬼門拓也 - 瀧藤賢一
- 鬼門真理子 - 森脇英理子（日语：森脇英理子）
- 板野貞雄 - 齋藤工
- 松井和生 - 岡田義德

#### 「丙之回」（第3話）
- 林實（巡査） - 正名僕藏（日语：正名僕蔵）
- 林實（校長） - 森富士夫（日语：森富士夫）
- 林實（髮型師） - 吉見一星
- 武藤純 - 清水優（日语：清水優）
- 头陀的女和尚 - 大塚麗衣（日语：おおつか麗衣）

#### 「丁之回」（第4話）
- 古戶美智花 - 三浦由衣（日语：三浦由衣）

#### 「戊之回」（第5話） - 「己之回」（第6話）
- 里中貢 - 大森南朋
- 里中小百合 - 西原亞希（日语：西原亞希）
- 里中梨花 - 堀田悠衣

#### 「辛之回」（第8話）
- 渡邊麻由人 - 遠藤雅（日语：遠藤雅）

#### 「壬之回」（第9話）
- DHS／超厲害搬家穿梭機（どすこい引越シャトル） - 超厲害饒舌手們（HULK、GUY）

#### 「癸之回」（第10話）
- 與地居下棋的老人 - 石橋蓮司

## SPEC～翔～
《SPEC》的第1部電視劇特別篇《SPEC〜翔〜》于2012年4月1日播出。

### 概要
經過在某寺院的短期休養後，瀨文重回未詳。其時市內發生神秘案件，SPEC持有者覺在鬧市中被槍殺，行兇者擁有瞬間移動的能力，未詳受命調查。由於一十一的SPEC等同可以瞬間移動，而在追捕地居聖時，雙目失明的瀨文似乎感到一十一曾出現，加上一十一的屍體又被人帶走，所以懷疑事件與一十一有關，但當麻卻堅稱一十一已死，二人遂生芥蒂。在保護槍殺案生還者久遠望時，兇手再次出現帶走久遠，當麻懷疑事件背後與一眾SPEC持有者有關。追查下得知原來眾多SPEC持有者已被當局秘密關押，而更震驚的是兇手竟突然於關押處出現，當麻、瀨文、吉川即時趕往救援，未詳與神秘SPEC持有者之戰正式展開。

### 本集登場人物
- 當麻紗綾 - 戶田惠梨香
- 瀨文焚流 - 加瀨亮

#### 警視廳關係者
- 吉川州 - 北村一輝

38歲，原組織犯罪對策部刑警，專責應對暴力犯罪，於本劇中調到未詳。
- 市柳賢藏 - Denden（日语：でんでん）

56歲，東大文科畢業，於特別篇《SPEC～翔～》中調任未詳係長。似乎是津田的本尊所假扮。
- 野野村光太郎 - 龍雷太（日语：竜雷太）

原為未詳係長，於本劇被降職為職位等同係長的「係長待遇」。
- 津田助廣 - 椎名桔平

公安零課課長。
- 正汽雅 - 有村架純

野野村光太郎的女友。
- 馬場香 - 岡田浩暉（日语：岡田浩暉）

搜查一課管理官。
- 近藤昭男 - 德井優（日语：徳井優）

捜査一課貳係係長。
- 鹿濱歩 - 松澤一之（日语：松澤一之）

捜査一課係長。
- 猪俣宗次 - 載寧龍二

捜査一課刑警。

#### SPEC持有者
- 星慧 - 真野惠里菜

擁有看穿別人心思的能力。
- 志村美鈴 - 福田沙紀

擁有觸摸他人或其物品獲取記憶的能力。
- 久遠望 - 谷村美月

18歲，能夠藉飲下SPEC持有者的血液而獲取對方的SPEC，分別吸取了一十一、覺、古戶久子以及神戶明的能力。
- 神戶明 - 宅間孝行（日语：宅間孝行）

修路工人，擁有瞬間移動的能力。影射電視劇「圈套」中的角色神部明。實為津田的分身之一。
- 默劇演員 - 野澤徹

擁有令聲音消失的能力。本來看似無用的SPEC，在緊急關頭卻制約了南非長號團。
- 丹迪坂野（日语：ダンディ坂野）（本人飾演）

真實人物，在劇中擁有通電能力。
- 南非長號（Vuvuzela）吹奏團 - 鬼頭真也（日语：鬼頭真也）、三宅十空、砂川禎一

3人組合，一同吹奏南非長號時，能使人瞬間移動。
- 地居聖 - 城田優：擁有為別人植入記憶的能力。（於瀨文回憶中出現）
- 古戶久子 - 奧貫薰（日语：奧貫薫）：擁有念動力。（於當麻回憶中出現）

#### 被當麻召喚的SPEC持有者
- 一十一 - 神木隆之介：擁有令自身的時間比正常時間快數萬倍的能力。
- 海野亮太 - 安田顯：擁有令人患病的能力。
- 冷泉俊明 - 田中哲司：擁有知道別人命運的能力。
- 星慧 - 真野惠里菜：擁有知道別人想法的能力。
- 御船千鶴子 - ：真實人物，擁有透視能力。（於當麻回憶中出現）

#### 其他角色
- 大河原 - 三浦理恵子

東京藝術大學教授。
- 塔羅牌占卜師 - Carrousel麻紀（日语：カルーセル麻紀）

## SPEC〜天〜
《SPEC～天～》是於2012年4月7日上映的日本電影，由東寶製作，是《SPEC》的第1部劇場版作品，內容可視為是電視劇的續集。

## SPEC〜零〜
《SPEC》的的第2部電視劇特別篇《SPEC〜零〜》于2013年10月23日秋季在TBS電視台播出。其劇情在播出前曾以漫畫形式出版，故事情節大致相同，唯在漫畫版中，將當麻召入警視廳的是柴田純而非近藤昭男。故事講述當麻失去左手、以及瀨文加入未詳之前的故事，是整個系列的開端，也是結局篇的引子。

## SPEC〜结〜
《SPEC～結～》 是2013年上映的日本電影，也是《SPEC》的第2部劇場版作品，為《SPEC》系列的完結篇。該作品分為前篇、後篇兩部分，前篇《漸之篇》於11月1日上映、後篇《爻之篇》於11月29日上映。

## 製作人員
- 腳本 - 西荻弓繪（日语：西荻弓絵）
- 導演 - 堤幸彥、加藤新、今井夏木、金子文紀
- 製作 - 植田博樹、今井夏木、赤羽智比呂（Office Crescendo）
- 音樂 - 澀谷慶一郎、Robert Gabriel
- 製作協力 - Office Crescendo
- 製作 - TBS

## 主題歌
- THE RiCECOOKERS（日语：THE RiCECOOKERS）
  - 《NAMInoYUKUSAKI》／英語歌詞版本：（甲之回～戊之回）
  - 《波浪的去向》（波のゆくさき）／日本歌詞版本 ：（己之回～癸之回）

## 播出時間
電視劇本篇的各集回數均以天干編號。
| 各話                                     | 放送日         | 副題                                                                 | 導演     | 收視率 | 備註                                |
| ---------------------------------------- | -------------- | -------------------------------------------------------------------- | -------- | ------ | ----------------------------------- |
| 甲之回（第1話）                          | 2010年10月8日  | 魔彈神射手（魔弾の射手）                                                       | 堤幸彦   | 11.5%  | 延長15分鐘                          |
| 乙之回（第2話）                          | 2010年10月15日 | 天眼（天の雙眸）                                                             | 堤幸彦   | 8.2%   |                                     |
| 丙之回（第3話）                          | 2010年10月22日 | 漂泊的附身者（漂泊の憑依者）                                                     | 加藤新   | 10.1%  |                                     |
| 丁之回（第4話）                          | 2010年10月29日 | 自殺的饗宴（希死念慮の饗宴）                                                       | 今井夏木 | 11.6%  |                                     |
| 戊之回（第5話）                          | 2010年11月12日 | 墮天刑警（墮天刑事）                                                         | 堤幸彥   | 12.1%  |                                     |
| 己之回（第6話）                          | 2010年11月19日 | 得病的處方箋（病の処方箋）                                                     | 金子文紀 | 10.0%  |                                     |
| 庚之回（第7話）                          | 2010年11月26日 | 覺吾知真（覚吾知真）                                                         | 加藤新   | 9.6%   |                                     |
| 辛之回（第8話）                          | 2010年12月3日  | 魑魅魍魎                                                             | 今井夏木 | 10.1%  |                                     |
| 壬之回（第9話）                          | 2010年12月10日 | 冥王降臨                                                             | 堤幸彥   | 9.0%   |                                     |
| 癸之回（最終話）/ 起                     | 2010年12月17日 | 百年孤寂（百年の孤独）                                                         | 堤幸彥   | 12.9%  |                                     |
| 平均10.5% （收視率來自對關東地區的調查） |                |                                                                      |          |        |                                     |
| 〜翔〜 / 承                              | 2012年4月1日   | 倍受好萊塢矚目的全新電視劇作品再度登場！ 所有的謎題現在即將公開 （） | 堤幸彥   | 10.7%  | 全長1.5小時 director edition長2小時 |

## 關連商品
| SPEC～警視廳公安部公安第五課 未詳事件特別對策係事件簿～原聲帶 | SPEC～警視廳公安部公安第五課 未詳事件特別對策係事件簿～原聲帶 |
| 曲序                                                          | 曲目                                                          |
| ------------------------------------------------------------- | ------------------------------------------------------------- |
| 1.                                                            | SPEC-Main Theme-                                              |
| 2.                                                            | The Stimulation                                               |
| 3.                                                            | Nonomura's Theme                                              |
| 4.                                                            | Righteous Crime                                               |
| 5.                                                            | SPEC-frozen with electronics-                                 |
| 6.                                                            | Awkward Incidents                                             |
| 7.                                                            | One Note Evil                                                 |
| 8.                                                            | Miso Flavor Boiled Dumplings with Worcester Sauce             |
| 9.                                                            | Ballad                                                        |
| 10.                                                           | Prepared Void                                                 |
| 11.                                                           | Secret Shadow                                                 |
| 12.                                                           | Throbbing Brain                                               |
| 13.                                                           | SPEC-Suffering-                                               |
| 14.                                                           | The Very Ending                                               |
| 15.                                                           | Destruction and Proliferation                                 |
| 16.                                                           | Abnormal Ability Blues                                        |
| 17.                                                           | 追憶の歌 Solvents&orbits remix                                |
| 18.                                                           | Spiritual Uplift                                              |
| 19.                                                           | SPEC-symphonic-                                               |
| 20.                                                           | Fast Forward                                                  |
| 21.                                                           | Truth And Solution                                            |
| 22.                                                           | SPEC-Strings version-                                         |

書籍
- SPEC I（2010年10月25日發行、ISBN 9784043534036）- 豊田美加 著 角川書店發行 。
- SPEC II（2010年11月25日發行、ISBN 9784043534043）- 豊田美加 著 角川書店發行 。
- SPEC III（2010年12月25日發行預定） - 豊田美加 著 角川書店發行 。
- SPEC ビジュアルファイル（2010年12月1日發行）
- SPEC magazine（2010年12月4日發行預定）

漫畫
- SPEC〜零〜（スペック ゼロ）（全1卷、角川書店） - 漫畫：了春刀、原案：西荻弓絵、脚本：里中静流，未代理。連載的原標題「SPEC〜天〜零」（スペック てん プレリュード），之後在單行本中將其修正。
- SPEC〜天〜（全2卷、2012年、角川書店） - 原作：西荻弓絵、漫畫：了春刀。四季出版、2014年7月5日。「劇場版 SPEC〜天〜」的漫畫化。
- SPEC〜結〜（全2卷、2013年、角川書店） - 原作：西荻弓絵、漫畫：了春刀。四季出版、2016年6月27日。「劇場版 SPEC〜結〜」的漫畫化。
- SPEC THE 4格（スペック ザ よんコマ）、SPEC 〜翔〜THE 4格（スペックしょう ザ よんコマ）

漫画：稜之大介、原作協力：大小大人。電子書，電視劇放送期間中的短期集中連載（全11回）、2012年3月16日在SPEC〜翔〜、SPEC〜天〜的公開播映期間，隨即SPEC 〜翔〜THE 4格開始連載。（全7回）

## 後續作品
在SPEC系列作品結束播出後，SPEC的製作團隊又製作「SPEC SAGA 完結篇」系列作品，為SPEC系列續作。分為3部網絡配信電視劇續集、1部網絡配信電視劇前傳：
- 網絡配信電視劇「SICK'S 恕乃抄」於2018年4月1日在Paravi播出，此為「SPEC SAGA 完結篇」三部曲的起點。
- 網絡配信電視劇『SPEC SAGA黎明篇「慧之戀」（日语：SPEC〜警視庁公安部公安第五課 未詳事件特別対策係事件簿〜#Webドラマ）』於2018年9月28日在Paravi播出，此劇在故事時間線上，發生於本篇之前、前傳《繼續》之後，主要補充了各篇的一些細節，及講述了SPEC持有者星慧的故事，可視為番外篇前傳。
- 網絡配信電視劇「SICK'S 霸乃抄」於2019年3月23日至5月18日在Paravi播出。
- 網絡配信電視劇「SICK'S 廄乃抄」於2019年9月15日至11月9日在Paravi播出。

## 關連項目
- TBS週五連續劇
- 繼續（SPEC系列前作）
- ATARU（SPEC部分角色亂入該劇）

## 外部鏈結
- SPEC電視劇官方網站（页面存档备份，存于）
- SPEC劇場版特設網站（页面存档备份，存于）

| TBS系列 週五連續劇              | TBS系列 週五連續劇                                                               | TBS系列 週五連續劇 |
| ------------------------------- | -------------------------------------------------------------------------------- | ------------------ |
|                                 | SPEC～警視廳公安部公安第五課 未詳事件特別對策係事件簿～ (2010.10.8 - 2010.12.17) |                    |
| 自戀刑事 (2010.7.9 - 2010.9.17) | LADY (2011.1.7 - 2011.3.25)                                                      |                    |

| 香港 有線娛樂台 星期日 22:00-23:00            | 香港 有線娛樂台 星期日 22:00-23:00 | 香港 有線娛樂台 星期日 22:00-23:00         |
| --------------------------------------------- | ---------------------------------- | ------------------------------------------ |
|                                               | （2011.10.02 - 2011.12.04）        |                                            |
| （2011.05.15 - 2011.09.25）                   | （2011.12.11 - 2012.02.19）        |                                            |
| 香港 有線第1台 星期日 13:00-15:00             |                                    |                                            |
| My Girl至愛大話精 （2012.04.29 - 2012.06.17） | （2012.06.24 - 2012.07.22）        | 我女友是九尾狐 （2012.08.19 - 2012.10.28） |

| 台灣 緯來日本台 週一至五晚間10:00至12:00 | 台灣 緯來日本台 週一至五晚間10:00至12:00 | 台灣 緯來日本台 週一至五晚間10:00至12:00 |
| ---------------------------------------- | ---------------------------------------- | ---------------------------------------- |
|                                          | （2013.08.27 - 2013.09.02）              |                                          |
| （2013.08.16 - 2013.08.26）              | （2013.09.03 - 2013.09.09）              |                                          |